# Grzegorz Kozak
Grzegorz Kozak (ur. 11 listopada 1961 w Warszawie) – polski dziennikarz telewizyjny i radiowy, wykładowca akademicki i publicysta.

## Życiorys
Z wykształcenia rusycysta. Od 1986 roku związany z Telewizją Polską (TVP): najpierw reporter Telewizyjnego Kuriera Warszawskiego, później wydawca programu i sekretarz redakcji Teleexpressu. W latach 1986–1991 był wydawcą i autorem serwisu zagranicznego Teleexpressu, a także wicedyrektorem programów informacyjnych (TAI) TVP (1991).
W latach 1991–1997 pracował jako wydawca, prezenter i szef działu krajowego Panoramy, a od 1997 jako prezenter i wydawca Wiadomości, W centrum uwagi i Monitora Wiadomości.
Wystąpił gościnnie w pierwszych trzech odcinkach 1 serii serialu telewizyjnego TVP Ekstradycji jako dziennikarz
Był współautorem i prowadzącym programów publicystycznych – Expressu Gospodarczego i Telewizji Biznes oraz Wieczorów Wyborczych po wyborach parlamentarnych w 1993 roku i prezydenckich w 1995
Autor relacji z zagranicy, m.in. z Rosji, Indii i Korei Południowej.
Od października 2003 do stycznia 2005 był korespondentem TVP w Moskwie, relacjonował też Rewolucję róż w Tbilisi. Po powrocie został ponownie wydawcą Wiadomości.
W 2007 został zastępcą kierownika Wiadomości. W wyniku konfliktu o kształt programu z szefową Wiadomości Dorotą Macieją i Patrycją Kotecką zrezygnował z wydawania Wiadomości i zaczął pracować jako konsultant przy tworzeniu kanału TVP Info. Od listopada 2007 do 2018 r. szef wydawców i producentów Wydarzeń Polsatu. Na zmianę z Grzegorzem Dobieckim i Janem Mikrutą prowadził na antenie Polsat News 2 program To był dzień na świecie. Od marca 2016 r. do 2018 r. był gospodarzem wieczornego wydania Wydarzeń. Od 20 października 2024 ponownie prowadzi na zmianę z (Grzegorzem Dobieckim, Janem Mikrutą i Agnieszką Laskowską) program Dzień na świecie w Polsat News.
Prowadził warsztaty dziennikarstwa telewizyjnego na Wydziale Dziennikarstwa UW, Akademii Humanistycznej im. Aleksandra Gieysztora w Pułtusku, Instytucie Badań Literackich PAN oraz w Instytucie Edukacji Medialnej i Dziennikarstwa na UKSW, a także w Akademii Telewizyjnej TVP. Jest laureatem Ostrego Pióra, nagrody przyznawanej przez Business Centre Club.
Dwukrotny mistrz Polski dziennikarzy w Scrabble.
Od 19 kwietnia 2010 roku do 28 marca 2011 roku prowadził poniedziałkowy Poranek Radia Tok FM.
Jest autorem wydanej w 2022 r. biografii Zygmunta Hübnera.